# Edenred
« Ticket restaurant » redirige ici. Ne pas confondre avec Titre-restaurant.
Edenred SE est un groupe basé en France commercialisant des systèmes de paiement à usages spécifiques au service des entreprises, des salariés et des commerçants. Anciennement connu sous le nom d'Accor Services, l'entreprise a été créée en juin 2010 lors de la scission du groupe AccorHotels entre ses activités d'hôtellerie et de services prépayés. Le groupe est présent dans 45 pays et emploie 12 000 salariés.
En 2019, l'entreprise est condamnée à une lourde amende pour « entente » par l'Autorité de la concurrence.
Dirigée par Bertrand Dumazy, Edenred est entrée au CAC 40 ESG en septembre 2022, puis au CAC 40 en juin 2023.

## Historique

### Accor Services
Sur le modèle du titre-restaurant Luncheon Voucher, qui existait depuis 1954 au Royaume-Uni, Jacques Borel lance en France en 1962 le titre Ticket Restaurant. Une ordonnance gouvernementale de 1967 officialise le titre-repas comme un avantage social. À partir de 1976, Ticket Restaurant et sa déclinaison Ticket Alimentación se développent dans plusieurs pays d'Europe et en Amérique latine, principalement au Brésil et au Mexique.
Filiale du groupe Accor à partir de 1983, l'entité Ticket Restaurant devient Accor Services en 1998.
Dans les années 2000, la société lance des programmes de motivation comme Kadéos en Europe et en Asie, et des cartes carburants en Amérique latine, avec le développement de Ticket Car.

### Edenred
Le 29 juin 2010, l'Assemblée générale extraordinaire du groupe Accor approuve la séparation des activités Hôtellerie et Services,. Accor Services, nouvellement baptisé Edenred, entre à la Bourse de Paris le 2 juillet 2010.
En 2014, Edenred fait l’acquisition de C3, une société présente sur le marché des cartes-salaires aux Émirats arabes unis. Le groupe acquiert également 34 % d’UTA, le no 2 européen des cartes-essence, puis monte à hauteur de 51 % en janvier 2017 et à 66 % en 2018.
En 2016, Edenred créée une coentreprise avec le brésilien Embratec, doublant ainsi la taille de son activité de solutions de mobilité professionnelle dans ce pays.
Après avoir lancé ses titres de services sous format carte durant les années 2000 en Amérique latine, Edenred lance la carte Kadéos en 2012 et la carte Ticket Restaurant en avril 2014, sur le marché français.
Désormais[Depuis quand ?], 90 % des solutions d'Edenred sont dématérialisées. Depuis 2018, Edenred contractualise plusieurs partenariats avec des plateformes de livraisons de repas comme Uber Eats et Deliveroo permettant de commander et de se faire livrer son plat avec Ticket Restaurant,.
En novembre 2018, Edenred annonce l'acquisition de Corporate Spending Innovations, une entreprise spécialisée dans les paiements dématérialisées inter-entreprise, pour six cents millions de dollars.
En décembre 2019, avec trois autres entreprises du secteur, Edenred est condamnée par l'Autorité de la concurrence française à une amende de totale de 414 millions d'euros, à la suite d'un fonctionnement de cartel, comprenant l'échange d'informations confidentielles et un verrouillage du marché du titre-restaurant,. La peine est confirmée en appel,,. En 2024, plusieurs entreprises indiquent préparer des actions judiciaires pour demander réparation de leur préjudice.
En mai 2023, Edenred annonce l'acquisition de Reward Gateway, une entreprise britannique, pour 1,3 milliard d'euros.
En 2024, la filiale italienne d'Edenred fait l'objet d'une enquête du parquet de Rome au sujet d'un potentiel trucage d'appel d'offres alloué en 2021,.

## Activité
Les activités du groupe sont structurées en trois domaines :
- Avantages aux salariés (Ticket Restaurant, Ticket Alimentación, Ticket Compliments, Ticket Kadéos, CESU, Ticket Mobilité Plateformes d’engagement des salariés…),
- Solutions de mobilité (Cartes multi-énergie, solution de péage, maintenance, parking…)
- Solutions complémentaires : Paiement inter-entreprises, Motivation et récompenses et Programmes sociaux publics.

Le groupe Edenred, dont l’ambition est de créer une « super plateforme de services » continue de renforcer son portefeuille avec l’acquisition de nombreuses solutions, intégrant et les avantages aux salariés et les solutions de mobilités.
Le 19 mai 2020, Edenred annonce détenir l’intégralité du capital d’UTA, deuxième acteur du marché des cartes carburant multi-enseignes en Europe, également spécialisé dans les offres de services telles que les solutions de péage, de maintenance et de récupération de TVA.
En 2023, Edenred effectue plusieurs rachats, dans le domaine de l’engagement des salariés Reward Gateway et de GOintegro, mais aussi dans le paiement du fret au Brésil avec PagBem,,,.
Début 2024, Edenred annonce l’acquisition de Spirii, une société danoise, permettant au groupe de renforcer son activité de service pour les flottes de véhicules électriques en Europe.

## Présence à l'international
Le groupe est présent dans 45 pays[source secondaire souhaitée].
Depuis 2010, Edenred s’implante dans de nouveaux pays comme la Finlande en 2011, le Japon en 2012, la Colombie en 2013, et les Émirats arabes unis en 2014.
En 2016, le groupe crée une co-entreprise avec le brésilien Embratec, doublant ainsi la taille de son activité de solutions de mobilité dans le pays.
En 2019, Edenred met la main sur l'américain CSI, une fintech leader des moyens de paiement dématérialisés interentreprises

## Identité visuelle

Logos d'Accor Services et d'Edenred
De 1998 à 2006.
De 2006 à 2010.
De 2010 à 2017.
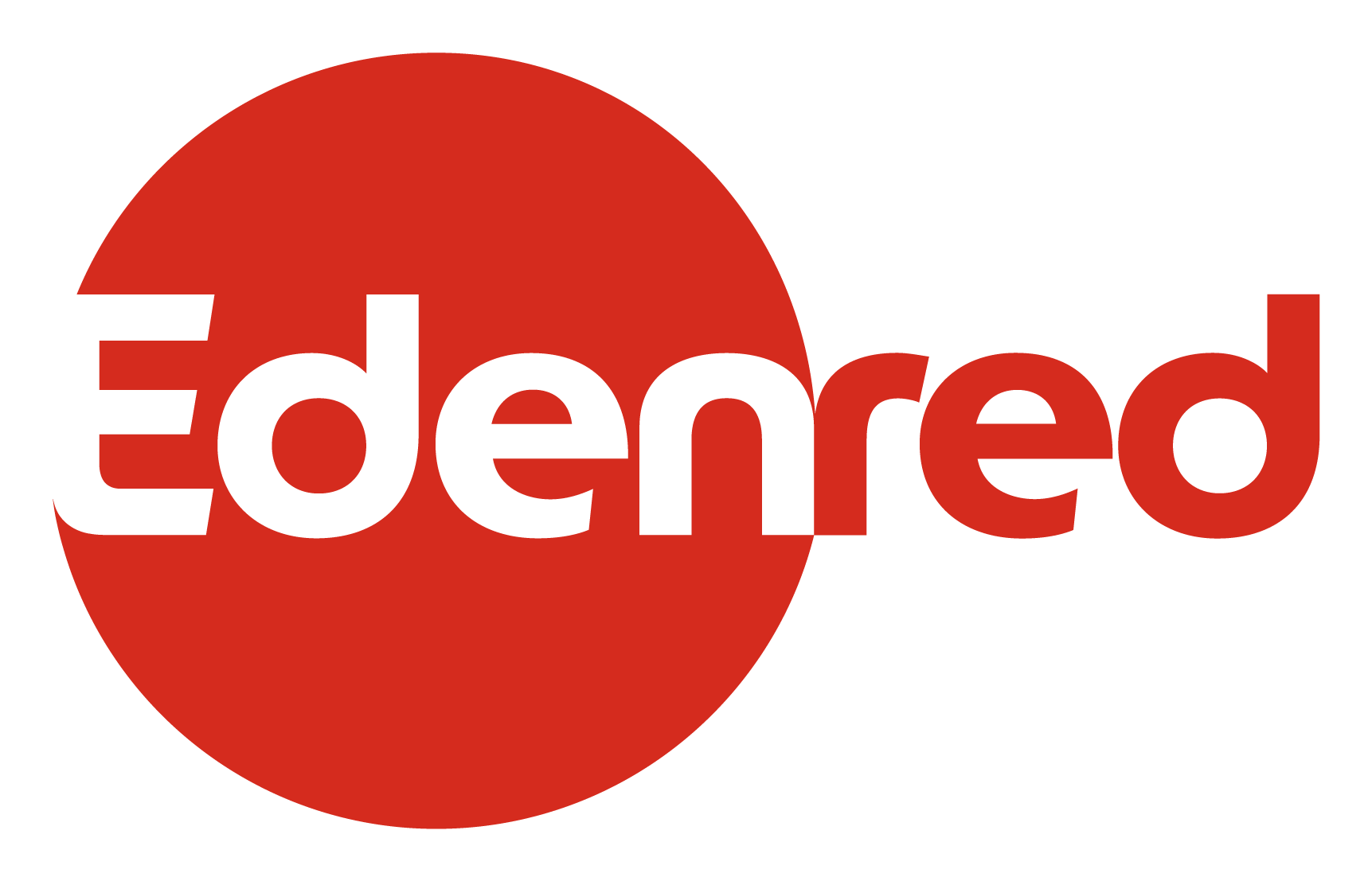
Depuis 2017.

## Direction
Jacques Stern est le premier Président-directeur général de l'entreprise sous le nom d'Edenred.
Bertrand Dumazy devient Président-directeur général d’Edenred le 26 octobre 2015.

## Données boursières
Depuis septembre 2022, le groupe fait partie de l'indice ESG du CAC 40 qui sélectionne les entreprises cotées engagées sur les volets sociaux et environnementaux.
Valorisée à plus de 15 milliards d’euros à son entrée au CAC 40, Edenred a rejoint l’indice boursier parisien en juin 2023, à la 32ème place.
| Nom                                                | %    |
| Harris Associates LP                               | 5,19 |
| Select Equity Group                                | 5,11 |
| Wellington Management Group                        | 5,09 |
| MFS International Singapore Pte Ltd.               | 2,29 |
| MFS International (UK) Ltd.                        | 1,35 |
| Crédit Mutuel Asset Management SA                  | 1,22 |
| FIAM LLC                                           | 0,88 |
| Amundi Asset Management SA (Investment Management) | 0,71 |
| Oddo BHF Asset Management SAS                      | 0,63 |
| Devon Equity Management Ltd.                       | 0,49 |

## Données financières
Depuis l’arrivée de Bertrand Dumazy en 2015, Edenred a vu son chiffre d'affaires passer de 1,069 milliard d'euros en 2015 à 2,514 milliards d'euros en 2023. Le résultat net a également évolué, passant de 177 millions d'euros en 2015 à 267 millions d'euros en 2023. Durant cette période, l'entreprise a connu une croissance continue de son chiffre d'affaires opérationnel et de son résultat net, avec un pic de 386 millions d'euros en 2022.
| Année | Revenu total | Résultat net |
| ----- | ------------ | ------------ |
| 2023  | 2 514        | 267          |
| 2022  | 2 031        | 386          |
| 2021  | 1 627        | 313          |
| 2020  | 1 465        | 238          |
| 2019  | 1 626        | 312          |
| 2018  | 1 378        | 254          |
| 2017  | 1 339        | 247          |
| 2016  | 1 139        | 180          |
| 2015  | 1 069        | 177          |
| 2014  | 1 034        | 164          |
| 2013  | 1 030        | 160          |